# Noëlle Adam

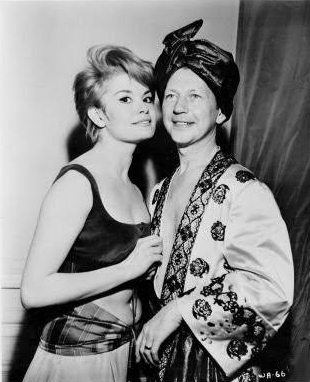
Noëlle Adam mit Donald O’Connor, 1961

Noëlle Adam (* 24. Dezember 1933 in La Rochelle, Dritte Französische Republik) ist eine ehemalige französische Tänzerin und Schauspielerin.

## Leben
Noëlle Adam, Tochter einfacher Arbeiter, verbrachte ihre Kindheit mit ihren beiden Brüdern und ihrer Schwester in La Rochelle in der Cité du Champ-de-Mars. Mit 16 Jahren verließ sie, ausgestattet mit einem Diplom in Stenografie und Maschinenschreiben, ihre Heimatstadt. Sie ging nach Paris, wo sie Akrobatiktänzerin beim Sagan-Ballett wurde und 1957 ihr Filmdebüt an der Seite von Louis de Funès in Woll’n Sie nicht mein Mörder sein? gab.
1960 heiratete sie Sydney Chaplin, mit dem sie in New York in einem Studio an der 5th Avenue lebte und einen Sohn bekam: Stephan Chaplin. 1968 trennte sie sich von ihrem Mann. Sie war dann über dreißig Jahre lang die Lebensgefährtin von Serge Reggiani, den sie schließlich 2003, ein Jahr vor seinem Tod, heiratete.

## Filmographie
- 1957: Woll’n Sie nicht mein Mörder sein? (Comme un cheveu sur la soupe) von Maurice Regamey
- 1958: Fisch oder Fleisch (Ni vu, ni connu) von Yves Robert
- 1960: L’Aguicheuse (Beat girl) d’Edmond T. Gréville
- 1960: Sergent X von Bernard Borderie
- 1960: Toast of the Town
- 1961: Aladins Abenteuer (Le meraviglie di Aladino) von Henry Levin und Mario Bava
- 1965: The Trials of O’Brien
- 1968: La Prisonnière von Henri-Georges Clouzot
- 1968: Der Bulle (Le Pacha) von Georges Lautner
- 1969: L’Auvergnat et l’Autobus von Guy Lefranc
- 1970: Alles tanzt nach meiner Pfeife (L’Homme orchestre) von Serge Korber
- 1970: Der Mann mit der Torpedohaut (La Peau de Torpedo) von Jean Delannoy
- 1970: L’Homme qui vient de la nuit von Jean-Claude Dague
- 1972: Pas de violence entre nous (Quem é beta?) von Nelson Pereira dos Santos
- 1977: L’Imprécateur von Jean-Louis Bertuccelli
- 1979: Miss
- 1993: De force avec d’autres von Simon Reggiani
- 1999: Plus fort que tout